# Armenland van Ruwiel
Het Armenland van Ruwiel is een stuk schraalgrasland van ongeveer vier hectare in het uiterste noorden van de Nederlandse buurtschap Portengen, behorend bij Kockengen (gemeente Stichtse Vecht, provincie Utrecht). Het was oorspronkelijk eigendom van de ambachtsheerlijkheid Ruwiel, daarna de gemeente Ruwiel en ten slotte sinds 2011 de gemeente Stichtse Vecht.

## Armen
Voorheen werd het grasgewas van dit land in het voorjaar geveild. Boeren uit de gemeente Ruwiel kwamen dan samen in café 'Welgelegen' aan de Portengense Brug om te bieden op het recht dat jaar het gras als hooi te oogsten. De opbrengst was bestemd voor de armen van Ruwiel. Dit waren armen, veelal daggelders die als boerenknecht werkten, die in de buurtschappen bij de boerderijen woonden. Zij werden in de periode tussen Kerst en Pasen, dit was de periode dat er weinig of geen betaald werk was, bedeeld met kosteloos brood.
Het Armenland van Ruwiel mocht niet bemest worden door de boeren die het grasgewas kochten. Dit was om aanspraak op pachtrecht te voorkomen. Het gras van het Armenland werd beschouwd als zeer gezond voor het vee.
In 1964 is het land verkocht aan Staatsbosbeheer, de opbrengst werd gestort in het fonds 'Armenland van Ruwiel'. Beheerders waren de plaatselijke burgemeester, de gemeentesecretaris en een rooms-katholieke en een protestantse boer uit de buurtschap Portengen.
Nadat in de zeventiger en tachtiger jaren van de twintigste eeuw het begrip 'armen' steeds moeilijker exact was te definiëren en het moeten aanvragen van armenbrood niet meer als sociaal aanvaardbaar werd gezien, is besloten voortaan in het voorjaar alle inwoners van Portengen-noord (bestaande uit de buurtschap Portengense Brug en een deel van de buurtschap Portengen, van de rotonde in de N401 tot de gemeentegrens met de gemeente De Ronde Venen) voor een bepaald bedrag van gratis brood te voorzien. Deze traditie bestaat nog steeds.

## Natuur
De schrale veengrond van het Armenland heeft een begroeiing die hoort bij het zeer zeldzame blauwgrasland. Het wordt als natuurgebied beheerd, betreding wordt vermeden. In de wintermanden is er een hoge grondwaterstand en voedselarm kwelwater. Eenmaal per jaar, aan het einde van het groeiseizoen wordt gemaaid. Er groeien veel bijzondere zegge- en grassoorten en en andere kruiden zoals orchideeën, Spaanse ruiter, klokjesgentiaan en blauwe knoop.